# Клосс, Жонатан
Жоната́н Флора́н Клосс (фр. Jonathan Florent Clauss; родился 25 сентября 1992, Франция) — французский футболист, правый защитник клуба «Ницца» и сборной Франции.

## Клубная карьера
Начало своей карьеры Клосс провёл в клубах из низших дивизионов Франции и Германии. Перед сезоном 2017/2018 присоединился к клубу «Кевийи Руан», за который дебютировал 8 сентября 2017 года.
В августе 2018 года присоединился на правах свободного агента к «Арминии» из Билефельда.
В мае 2020 года появилась новость о том, что Клосс перейдёт в «Ланс» по истечении его контракта с «Арминией». В возрасте 28 лет Жонатан впервые за карьеру сыграл в высшей лиге страны. В сезонах 2020/2021 и 2021/2022 он был включён в команду года Лиги 1 по версии НСПФ.
20 июля 2022 года Клосс перешёл в «Олимпик Марсель» и подписал контракт с новым клубом на 3 года. 7 августа дебютировал за новый клуб в матче Лиги 1 против «Реймса». 30 сентября забил свой первый гол за «Олимпик Марсель» в матче Лиги 1 в ворота «Анже».

## Международная карьера
В марте 2022 года Клосс был впервые вызван в сборную Франции для участия в товарищеских матчах против сборных Кот-д’Ивуара и ЮАР. 25 марта дебютировал в матче против Кот-д’Ивуара.

## Статистика выступлений

### Международная
| Сборная          | Сезон            | Товарищеские | Товарищеские | Официальные | Официальные | Итого | Итого |
| Сборная          | Сезон            | Игры         | Голы         | Игры        | Голы        | Игры  | Голы  |
| ---------------- | ---------------- | ------------ | ------------ | ----------- | ----------- | ----- | ----- |
| Франция          |                  |              |              |             |             |       |       |
| 2022             | 2                | 0            | 4            | 0           | 6           | 0     |       |
| Всего за карьеру | Всего за карьеру | 2            | 0            | 4           | 0           | 6     | 0     |

### Матчи за сборную
| № | Дата             | Оппонент    | Счёт | Голы | Карточки | Минуты | Соревнование                |
| - | ---------------- | ----------- | ---- | ---- | -------- | ------ | --------------------------- |
| 1 | 25 марта 2022    | Кот-д’Ивуар | 2:1  | —    | —        | 2'     | Товарищеский матч           |
| 2 | 29 марта 2022    | ЮАР         | 5:0  | —    | —        | 88'    | Товарищеский матч           |
| 3 | 3 июня 2022      | Дания       | 1:2  | —    | —        | 1'     | Лига наций УЕФА 2022/23 (А) |
| 4 | 6 июня 2022      | Хорватия    | 1:1  | —    | —        | 11'    | Лига наций УЕФА 2022/23     |
| 5 | 22 сентября 2022 | Австрия     | 2:0  | —    | —        | 90'    | Лига наций УЕФА 2022/23     |
| 6 | 25 сентября 2022 | Дания       | 0:2  | —    | —        | 45'    | Лига наций УЕФА 2022/23     |

Итого: 6 матчей/ 0 голов; 3 победы, 1 ничья, 2 поражения.